# Saison 25 d'Alerte Cobra
Chronologie
Saison 24 Saison 26
Cet article présente le guide des épisodes la vingt-cinquième saison de la série télévisée Alerte Cobra.

## Distribution

### Acteurs principaux
- Erdoğan Atalay : Sami Gerçan (inspecteur)
- Tom Beck : Ben Jäger (inspecteur)

### Acteurs récurrents
- Katja Woywood : Kim Krüger (chef de service)
- Daniela Wutte : Susanne König (secrétaire)
- Dietmar Huhn : Henri Granberger (brigadier)
- Gottfried Vollmer : Boris Bonrath (brigadier)
- Siggi H : Siggi Müller (brigadier)
- Niels Kurvin : Armand Freund (police scientifique)
- Kerstin Thielemann : Isolde Maria Schrankmann (procureure générale)
- Carina Wiese : Andréa Gerçan (femme de Sami)

## Diffusion
En Allemagne, la saison a été diffusée du 5 mars 2009 au 9 avril 2009, sur RTL Television.
En France, la saison a été diffusée du 20 mars 2010 au 15 janvier 2012 sur TMC.

## Épisodes

### Épisode 1:Un verre de trop
- Allemagne : 5 mars 2009 sur RTL Television
- France : 20 mars 2010 sur TMC

### Épisode 2:Mariage menacé
- Allemagne : 12 mars 2009 sur RTL Television
- France : 27 mars 2010 sur TMC

### Épisode 3:La tête dans les étoiles
- Allemagne : 19 mars 2009 sur RTL Television
- France : 7 janvier 2012 sur TMC

### Épisode 4:Fenêtre sur cour
- Allemagne : 26 mars 2009 sur RTL Television
- France : 8 janvier 2012 sur TMC

### Épisode 5:Chasse au trésor
- Allemagne : 2 avril 2009 sur RTL Television
- France : 14 janvier 2012 sur TMC

### Épisode 6:Dessous de table
- Allemagne : 9 avril 2009 sur RTL Television
- France : 15 janvier 2012 sur TMC